# Санта Ђустина (Маса-Карара)
Санта Ђустина је насеље у Италији у округу Маса-Карара, региону Тоскана.
Према процени из 2011. у насељу је живело 47 становника. Насеље се налази на надморској висини од 205 м.